# Dan Zamfirescu (scriitor)
Dan Zamfirescu (n. 21 decembrie 1933, București – d. 16 iulie 2024, București) a fost un istoric literar și bizantinolog român.  A publicat cercetări istorice și filologice serioase ce au contribuit la cunoașterea culturii și literaturii române vechi, dar a lansat în același timp ipoteze exagerate cu privire la importanța acestor valori culturale în ansamblul culturii europene. Este considerat unul dintre cei mai importanți ideologi ai protocronismului românesc.

## Biografie
A studiat la Liceul „I. L. Caragiale” din București (1944-1952) și la Institutele Teologice din Sibiu (1952-1954) și București (1954-1956), urmând apoi cursuri de doctorat în specialitatea Bizantinologie (1956-1959). Își continuă studiile la Facultatea de Limbi slave din București (1961-1966), unde obține în 1971 titlul de doctor în filologie.
După absolvirea cursurilor de doctorat la Institutul Teologic din București a lucrat în redacția revistelor Patriarhiei și la Biblioteca Patriarhiei (1959-1960), la Asociația Slaviștilor (1961-1968), în redacția revistei Contemporanul (1968-1973). A fost ziarist „liber profesionist” în anii 1973-1989, fiind un colaborator al Securității, cu care a încheiat un angajament în 1973. A debutat ca ziarist în 1962 în paginile revistei Luceafărul, colaborând apoi cu articole și studii despre cultura românească veche și modernă și despre spiritualitatea ortodoxă românească la Gazeta literară, România literară, Ateneu, Scînteia, Scînteia tineretului, România liberă, Săptămîna, Flacăra, Viața studențească ș.a.
În 1990 devine director al Editurii Roza Vânturilor, care va publica lucrările unor scriitori ca Nichifor Crainic și Mircea Eliade, prefațate de Dan Zamfirescu. În anul 1994 devine profesor la Facultatea de Teologie-Litere a Universității din Târgoviște. A fost ales membru al Academiei Oamenilor de Știință din România (AOSR), Secția de științe istorice și arheologice.

## Ideolog al protocronismului
Raportul final al Comisiei Prezidențiale pentru Analiza Dictaturii Comuniste din România redactat în 2006 sub conducerea istoricului Vladimir Tismăneanu îl înscrie pe Dan Zamfirescu printre „exponenții protocronismului”, alături de Paul Anghel, Eugen Barbu, Corneliu Vadim Tudor, Doru Popovici, Ilie Purcaru, Ilie Bădescu, Ion Lăncrănjan, Pompiliu Marcea, Ion Dodu Bălan, Dinu Săraru, Adrian Păunescu, Mihai Ungheanu, Nicolae Dan Fruntelată și Artur Silvestri.
Dan Zamfirescu a fost un promotor al protocronismului românesc, el publicând în noiembrie 1967, în revista Contemporanul, un articol intitulat „Tradiția ca «durată» a istoriei și culturii naționale”, care a reprezentat un prim semnal al protocronismului și, după cum afirma autorul său cu prilejul reeditării articolului în 2003, „a dat semnalul reintroducerii noțiunii și ideii de «tradiție», tratate cu adversitate implacabilă sub dictatura «realismului socialist»”. Ideea protocronistă românească a fost lansată de Edgar Papu prin articolul „Protocronismul românesc” din revista Secolul XX (1974), reluat în volumul Din clasicii noștri. Contribuții la ideea unui protocronism românesc (1977). Ideologia protocronistă a atras un număr semnificativ de intelectuali printre care Alexandru Duțu, Mihai Drăgan, I. Constantinescu, Adrian Marino, Nicolae Balotă, Mihai Ungheanu, Marin Mincu,
Dan Zamfirescu și Ovid. S. Crohmălniceanu.
În opinia lui Dan Zamfirescu, protocronismul era „o nouă conștiință despre locul și rolul culturii românești în trecut și prezent”, ce promova asumarea „unei noi misiuni, universale, a geniului creator românesc, pe măsura amplitudinii istoriei contemporane”.
Demersul protocronist a fost deturnat de la aspectul său cultural către cel propagandistic, trivializând orice valență culturală a ideii de protocronism până la căderea în ridicol. Articolele publicate în Luceafărul, Săptămîna, Scînteia tineretului și Suplimentul literar și artistic al Scînteii tineretului de Dan Zamfirescu, Artur Silvestri, Corneliu Vadim Tudor,
Eugen Barbu, Dan Ciachir, Ion Coja, Mariana Brăescu, Fănuș Băileșteanu, Ioan Alexandru, Eugen Florescu, Ion Lăncrănjan ș.a. au susținut fervent acest propagandism protocronism. Dan Zamfirescu a fost unul dintre publiciștii propagandiști care au contribuit la popularizarea sintagmei „Epoca de Aur” pentru perioada de conducere a României de către Nicolae Ceaușescu. El a fost unul dintre cei mai servili propagandiști ai dictatorului comunist, după cum susține criticul literar Gheorghe Grigurcu.
Preocupările protocroniste ale lui Dan Zamfirescu au continuat și după Revoluția din decembrie 1989, fiind publicate volume noi. El a primit Premiul Național al Fundației România Mare în 1992, fiind elogiat de Corneliu Vadim Tudor ca „un scriitor genial”, „de o rectitudine morală extraordinară”. Revista România Mare are, în opinia lui Dan Zamfirescu, misiunea de a salva „neamul de la dezastrul sufletesc programat”.

## Opinii protocroniste
Dan Zamfirescu a promovat în scrierile sale idei istorice discutabile, uneori fără acoperire documentară și  mai întotdeauna scoase din context. Astfel, potrivit scrierilor sale, cultura română are o vechime de 600 de ani, conștiința națională românească exista încă din secolele XV-XVI, monahul copist moldovean Gavril Uric a fost „un om uriaș” și „un român de vocație universală”, în timp ce voievodul muntean Neagoe Basarab este considerat „un geniu la egalitate cu Erasmus și Machiavelli, ba chiar peste ei”. Istoria românilor este în opinia sa plină de exemple în care țările române au salvat Europa de invazia turcilor precum Bătălia de la Rovine (considerată „o lovitură hotărâtoare a culturii române”) sau de luptele lui Ștefan cel Mare.
O parte dintre aceste idei apar în lucrarea Războiul împotriva poporului român (1993).
Interpretările exagerate ale istoriei culturii și literaturii române l-au determinat pe Dan Zamfirescu să susțină că Ion Creangă ar fi egal sau mai mare decât clasicii universali Homer, William Shakespeare și Johann Wolfgang von Goethe, istoricul literar considerând că Ivan Turbincă, „personajul care domină istoria lumii în secolul nostru”, ar fi „mai contemporan decât Hamlet, Faust, Don Quijote și Alioșa Karamazov”.

## Distincții
A fost decorat în februarie 2004 cu Ordinul Meritul Cultural în grad de Comandor, Categoria G - „Cultele”, „în semn de apreciere deosebită pentru activitatea susținută în domeniul cultelor, pentru spiritul ecumenic și civic dovedit și pentru contribuția avută la întărirea legăturilor interconfesionale, de bună și pașnică conviețuire între toți oamenii”.

## Opera
- Studii și articole de literatură română veche, București, 1967;
- România - pămînt de civilizație și sinteză. Articole și reportaje, București, 1969;
- Literatura română veche (1402-1647). Introducere, ediție îngrijită și note de G. Mihăilă și Dan Zamfirescu, 2 vol., București, 1969;
- Învățăturile lui Neagoe Basarab către fiul său Theodosie. Text ales și stabilit de Florica Moisil și Dan Zamfirescu. Cu o nouă traducere a originalului slavon de G. Mihăilă. Studiu întroductiv și note de Dan Zamfirescu și G. Mihăilă, București, 1970;
- Atitudini, București, 1970;
- Spre noi înșine. Eseuri despre problemele culturii române actuale, București, 1971;
- Neagoe Basarab: 1512-1521. La 460 de ani de la urcarea sa pe tronul Țării Românești, București, 1972 (coord. științific);
- Neagoe Basarab și învățăturile către fiul său Teodosie. Probleme controversate, București, 1973;
- Permanența patriei, București, 1975;
- Istorie și cultură, București,  1975;
- Independență și cultură, București, 1977;
- Via magna, București, 1979;
- N. Iorga. Etape către o monografie, București, 1981;
- Contribuții la istoria literaturii române vechi: : cronica lui Mihai Viteazul, București, 1981;
- Accente și profiluri (1963-1983), București, 1983;
- Un om pentru istorie, București, 1985;
- O carte fundamentală a culturii europene, broșura însoțitoare a ediției Dobrotoljubie: La Philocalie slavonne de Païssy Velichkovsky; Réproduction anastatique intégrale de l'édition princeps, Moscou, 1793, soignée et presentée par Dan Zamfiresco, Ed.  Roza Vânturilor, București, 1990 (s-a tipărit și în limbile engleză și ucraineană);
- Ortodoxie și romano-catolicism în specificul existenței lor istorice, București, 1992;
- Războiul împotriva poporului român, București, 1993;
- Fenomenul Caritas sau mântuirea românilor prin ei însisi, București, Editura Roza Vanturilor, 1993;
- Regele și Mareșalul, București, 1994;
- Lucian Blaga si conditia culturii romanesti, București, 1995;
- Mircea cel Mare, factor hotarator in configurarea politico-istorica a Sud-Estului european, in colab. cu Fanus Neagu, Virgil Joita, București, Editura Roza Vanturilor, 1995;
- Cultura romana, o mare cultura cu destin universal, București, Editura Roza Vanturilor, 1996;
- Paisianismul - Un moment romanesc in istoria spiritualitatii europene, Editura Roza Vanturilor, 1996;
- A treia Europa: alternativa realista la iluziile sinucigase, București, Editura Roza Vanturilor, 1997;
- Cultura româna: sinteza europeana, Bucuresti, Litera International, 2002;
- Istorie și cultură, vol. I-II, București, Editura Roza Vanturilor, 2003;
- Locul si rolul culturii romane in Europa si in lume: discurs de receptie, rostit la 28 ianuarie 2005 in Sala de festivitati a Universitatii "Valahia" din Targoviste, Editura Roza Vanturilor, 2006;
- Spre o noua contraofensiva spirituala, București, Editura Roza Vanturilor, 2006;
- Istoria Romanilor vazuta de Neagu Djuvara: fals stiintific sau tradare de tara?, București, Editura Roza Vanturilor, 2012;
- O noua viziune asupra istoriei culturii bulgare din secolele XIV-XVIII, București, Editura Roza Vanturilor, 2013;
- Cartea romaneasca de invatatura a Sfantului Ierarh Varlaam, București, Editura Roza Vanturilor, 2013;
- Marile Minee de lectura de la Tarnovo ale Patriarhului Eftimie, București, Editura Roza Vanturilor, 2015;
- Impotriva distrugerii Romaniei, București, Editura Roza Vanturilor, 2017;
- Mircea cel Mare. Domnul ortodoxiei biruitoare. Argumente pentru canonizare, București, Editura Roza Vanturilor, 2019;
- Apărarea prin Biserică, Mitropolitul Moldovei Gheorghe al IV-lea (1722-1729) și istoria cărții românești din secolele XVI-XVIII, București, Editura Roza Vanturilor, 2019;